# Distretto di Yahya Khel
Il distretto di Yahya Khel è un distretto dell'Afghanistan appartenente alla provincia della Paktika.